# 岩切重雄
岩切 重雄（いわきり しげお、1888年〈明治21年〉1月28日 - 1980年〈昭和55年〉1月27日）は、大正から昭和前期の政治家。衆議院議員（4期）、鹿児島市長（第13代）。号・五山。

## 経歴
鹿児島県鹿児島郡鹿児島城下平之馬場町（現・鹿児島市平之町）で、岩切仲二の長男として生まれた。鹿児島一中 (旧制)、第一高等学校 (旧制)を経て、1914年（大正3年）東京帝国大学法科大学政治学科卒業。
その後鳥取県属、同警視、鹿児島市助役、大蔵大臣秘書官を務め、1920年（大正9年）の第14回衆議院議員総選挙において鹿児島2区から立憲政友会で立候補して初当選。以後通算4期務めた。その後、同郷の床次竹二郎が政友会を離党し、政友本党を結成するとそれに従い、政友本党が憲政会と合流し、立憲民政党が結成されると同党に入党した。間もなく床次は民政党を離党したが、岩切は同党にとどまった。そのため1930年（昭和5年）の第17回衆議院議員総選挙で落選。落選後は横須賀、川崎、鎌倉などが選挙区の神奈川2区に移り、1932年（昭和7年）の第18回衆議院議員総選挙で復帰した。1936年（昭和11年）の第19回衆議院議員総選挙は不出馬。この間、濱口内閣商工参与官、齋藤内閣商工政務次官を務めた。
1944年（昭和19年）から翌年まで鹿児島市長を務めた。終戦後の1945年（昭和20年）12月、市長を辞職。間もなく公職追放となり、追放解除後の1952年の総選挙に立候補したが落選。
その後は、三州倶楽部名誉会長、交詢社常議員議長などを務めた。

## 国政選挙歴
- 第14回衆議院議員総選挙（鹿児島県第2区、1920年5月、立憲政友会公認）当選[6]
- 第15回衆議院議員総選挙（鹿児島県第2区、1924年5月、政友本党）当選[11]
- 第16回衆議院議員総選挙（鹿児島県第1区、1928年2月、立憲民政党）当選[12]
- 第17回衆議院議員総選挙（鹿児島県第1区、1930年2月、立憲民政党公認）落選[13]
- 第18回衆議院議員総選挙（神奈川県第2区、1932年2月、立憲民政党公認）当選[14]
- 第25回衆議院議員総選挙（鹿児島県第1区、1952年10月、自由党）落選[9][10]

## 親族
- 姪 - 長谷川毬子・長谷川町子・長谷川洋子（長谷川町子作『サザエさんうちあけ話』の最終話に名前は伏せられていたが「母方の伯父」として登場。90歳で一人でバスに乗り、陶芸や料理を楽しむなどかくしゃくとした晩年の様子が描かれた）

## その他
小泉純一郎（元内閣総理大臣）の父小泉純也（防衛庁長官）は日本大学法学部政治学科の夜学に通いながら岩切の書生をしていた。純也は晩年になっても「あの人（岩切）のお陰で今日がある」と口にしていた。